# George Washington Blanchard
George Washington Blanchard, född 26 januari 1884 i Colby i Wisconsin, död 2 oktober 1964 i Edgerton i Wisconsin, var en amerikansk politiker (republikan). Han var ledamot av USA:s representanthus 1933–1935.
Blanchard ligger begravd på Fassett Cemetery i Edgerton i Wisconsin.